# Symplecta bequaertiana
Symplecta bequaertiana är en tvåvingeart som först beskrevs av Alexander 1930.  Symplecta bequaertiana ingår i släktet Symplecta och familjen småharkrankar. Inga underarter finns listade i Catalogue of Life.